# Kuti (gmina Herceg Novi)
Kuti (cyr. Кути) – wieś w Czarnogórze, w gminie Herceg Novi. W 2011 roku liczyła 722 mieszkańców.